# Liga mistrů CONCACAF 2009/2010
Ročník 2009/10 Ligy mistrů CONCACAF (anglicky CONCACAF Champions League) byl 45. ročníkem klubové soutěže pro nejlepší severoamerické fotbalové týmy. Vítězem se stal tým CF Pachuca, který tak postoupil na Mistrovství světa ve fotbale klubů 2010.

## Předkolo
Úvodní zápasy hrány 28. července, odvety 4. srpna 2009.
| Domácí v 1. zápase | Celkem         | Hosté v 1. zápase     | 1. zápas | 2. zápas     |
| ------------------ | -------------- | --------------------- | -------- | ------------ |
| San Francisco      | 2–3            | San Juan Jabloteh     | 2–0      | 0–3          |
| Pachuca            | 10–1           | Jalapa                | 3–0      | 7–1          |
| W Connection       | 4–3            | New York Red Bulls    | 2–2      | 2–1          |
| Olimpia            | 2–2 (v)        | Árabe Unido           | 2–1      | 0–1          |
| Herediano          | 2–6            | Cruz Azul             | 2–6      | 0–0          |
| D.C. United        | 2–2 (5–4 pen.) | Luis Ángel Firpo      | 1–1      | 1–1 (prodl.) |
| Liberia Mía        | 3–6            | Real España           | 3–0      | 0–6          |
| Toronto FC         | 0–1            | Puerto Rico Islanders | 0–1      | 0–0          |

## Základní skupiny
Základní skupiny se hrály od 18. srpna do 22. října 2009.

### Skupina A
| Tým            | Z | V | R | P | GV | GI | +/- | B  |
| -------------- | - | - | - | - | -- | -- | --- | -- |
| Pachuca        | 6 | 5 | 0 | 1 | 15 | 4  | +11 | 15 |
| Árabe Unido    | 6 | 3 | 1 | 2 | 13 | 9  | +4  | 10 |
| Houston Dynamo | 6 | 2 | 1 | 3 | 9  | 8  | +1  | 7  |
| Isidro Metapán | 6 | 1 | 0 | 5 | 3  | 19 | −16 | 3  |

|                | ARA | HOU | MET | PAC |
| -------------- | --- | --- | --- | --- |
| Árabe Unido    | –   | 1–1 | 6–0 | 4–1 |
| Houston Dynamo | 5–1 | –   | 1–0 | 0–1 |
| Isidro Metapán | 0–1 | 3–2 | –   | 0–4 |
| Pachuca        | 2–0 | 2–0 | 5–0 | –   |

### Skupina B
| Tým               | Z | V | R | P | GV | GI | +/- | B  |
| ----------------- | - | - | - | - | -- | -- | --- | -- |
| Toluca            | 6 | 4 | 1 | 1 | 15 | 4  | +11 | 13 |
| Marathón          | 6 | 4 | 0 | 2 | 12 | 14 | −2  | 12 |
| D.C. United       | 6 | 3 | 1 | 2 | 12 | 8  | +4  | 10 |
| San Juan Jabloteh | 6 | 0 | 0 | 6 | 4  | 17 | −13 | 0  |

|                   | DCU | MAR | SJJ | TOL |
| ----------------- | --- | --- | --- | --- |
| D.C. United       | –   | 3–0 | 5–1 | 1–3 |
| Marathón          | 3–1 | –   | 3–1 | 2–0 |
| San Juan Jabloteh | 0–1 | 2–4 | –   | 0–1 |
| Toluca            | 1–1 | 7–0 | 3–0 | –   |

### Skupina C
| Tým                   | Z | V | R | P | GV | GI | +/- | B  |
| --------------------- | - | - | - | - | -- | -- | --- | -- |
| Cruz Azul             | 6 | 5 | 1 | 0 | 16 | 4  | +12 | 16 |
| Columbus Crew         | 6 | 2 | 2 | 2 | 5  | 9  | −4  | 8  |
| Saprissa              | 6 | 1 | 2 | 3 | 6  | 8  | −2  | 5  |
| Puerto Rico Islanders | 6 | 0 | 3 | 3 | 6  | 12 | −6  | 3  |

|                 | CLB | CRU | PRI | SAP |
| --------------- | --- | --- | --- | --- |
| Columbus Crew   | –   | 0–2 | 2–0 | 1–1 |
| Cruz Azul       | 5–0 | –   | 2–0 | 2–0 |
| P. R. Islanders | 1–1 | 3–3 | –   | 1–1 |
| Saprissa        | 0–1 | 1–2 | 3–1 | –   |

### Skupina D
| Tým            | Z | V | R | P | GV | GI | +/- | B  |
| -------------- | - | - | - | - | -- | -- | --- | -- |
| UNAM           | 6 | 4 | 1 | 1 | 15 | 6  | +9  | 13 |
| Comunicaciones | 6 | 3 | 0 | 3 | 6  | 8  | −2  | 9  |
| W Connection   | 6 | 2 | 1 | 3 | 10 | 9  | +1  | 7  |
| Real España    | 6 | 2 | 0 | 4 | 6  | 14 | −8  | 6  |

|                | COM | RES | UNAM | WCO |
| -------------- | --- | --- | ---- | --- |
| Comunicaciones | –   | 2–0 | 2–1  | 0–3 |
| Real España    | 2–0 | –   | 1–5  | 1–0 |
| UNAM           | 1–0 | 4–0 | –    | 2–1 |
| W Connection   | 1–2 | 3–2 | 2–2  | –   |

## Play off

### Čtvrtfinále
Úvodní zápasy hrány 9. března, odvety 16. března 2010.
| Domácí v 1. zápase | Celkem | Hosté v 1. zápase | 1. zápas | 2. zápas |
| ------------------ | ------ | ----------------- | -------- | -------- |
| Comunicaciones     | 2–3    | Pachuca           | 1–1      | 1–2      |
| Columbus Crew      | 4–5    | Toluca            | 2–2      | 2–3      |
| Marathón           | 3–6    | UNAM              | 2–0      | 1–6      |
| Árabe Unido        | 0–4    | Cruz Azul         | 0–1      | 0–3      |

### Semifinále
Úvodní zápasy hrány 30. března,, odvety 6. dubna 2010.
| Domácí v 1. zápase | Celkem | Hosté v 1. zápase | 1. zápas | 2. zápas |
| ------------------ | ------ | ----------------- | -------- | -------- |
| UNAM               | 1–5    | Cruz Azul         | 1–0      | 0–5      |
| Toluca             | 1–2    | Pachuca           | 1–1      | 0–1      |

### Finále
Úvodní zápas hrán 21. dubna, odveta 28. dubna 2010.
| Domácí v 1. zápase | Celkem  | Hosté v 1. zápase | 1. zápas | 2. zápas |
| ------------------ | ------- | ----------------- | -------- | -------- |
| Cruz Azul          | 2–2 (v) | Pachuca           | 2–1      | 0–1      |

| Liga mistrů CONCACAF 2009/10 CF Pachuca Čtvrtý titul |